# Cantone di Riom
Il Cantone di Riom è una divisione amministrativa dell'Arrondissement di Riom.
È stato costituito a seguito della riforma approvata con decreto del 21 febbraio 2014, che ha avuto attuazione dopo le elezioni dipartimentali del 2015.
Dal 1º gennaio 2016, a seguito della fusione dei comuni di Cellule e La Moutade a formare il nuovo comune di Chambaron-sur-Morge il numero complessivo dei comuni si è ridotto a 5.

## Composizione
Comprende i seguenti 5 comuni:
- Chambaron-sur-Morge
- Le Cheix
- Pessat-Villeneuve
- Riom
- Saint-Bonnet-près-Riom